# چکاوک سایکس
چکاوک سایکس (نام علمی: Galerida deva) نام یک گونه از سرده چکاوک‌های کاکلی است.

## نگارخانه

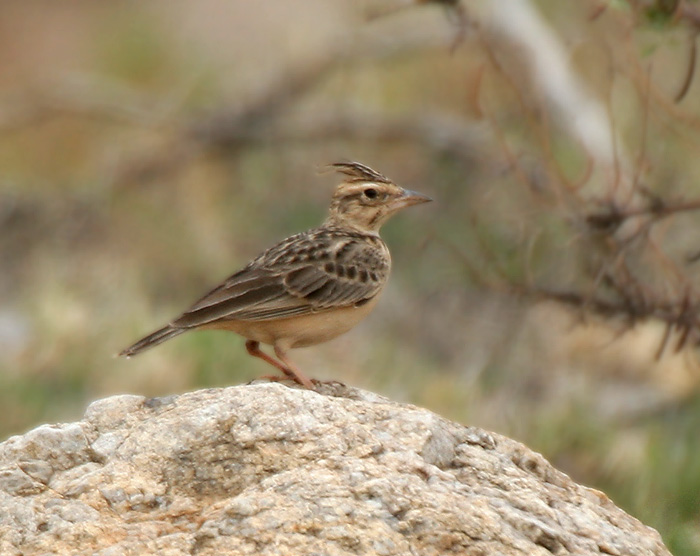
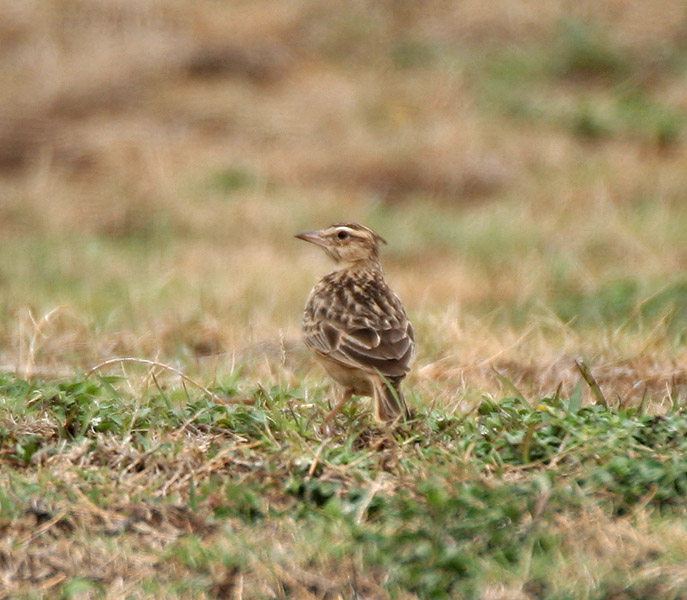